# Gaurax pallidipes
Gaurax pallidipes är en tvåvingeart som beskrevs av Malloch 1915. Gaurax pallidipes ingår i släktet Gaurax och familjen fritflugor. Inga underarter finns listade i Catalogue of Life.